# Brachiaria reticulata
Brachiaria reticulata är en gräsart som beskrevs av Otto Stapf. Brachiaria reticulata ingår i släktet Brachiaria och familjen gräs. Inga underarter finns listade i Catalogue of Life.